# Sacey
Sacey ist eine französische Gemeinde mit 512 Einwohnern (Stand 1. Januar 2022) im Département Manche in der Region Normandie. Sie gehört zum Kanton Pontorson und zum Arrondissement Avranches.

## Lage
Sacey liegt am Fluss Guerge.
Die Gemeinde grenzt im Nordwesten an Aucey-la-Plaine, im Nordosten an Vessey, im Osten an Saint-James, im Süden an Val-Couesnon und im Westen an Sougeal.

## Bevölkerungsentwicklung
| Jahr      | 1962 | 1968 | 1975 | 1982 | 1990 | 1999 | 2008 | 2018 |
| --------- | ---- | ---- | ---- | ---- | ---- | ---- | ---- | ---- |
| Einwohner | 784  | 648  | 601  | 506  | 500  | 516  | 517  | 516  |

## Sehenswürdigkeiten
- Kapelle Notre-Dame-de-Pitié, Monument historique seit 1992
- Kirche Saint-Martin, Monument historique seit 1947
- Gefallenendenkmal

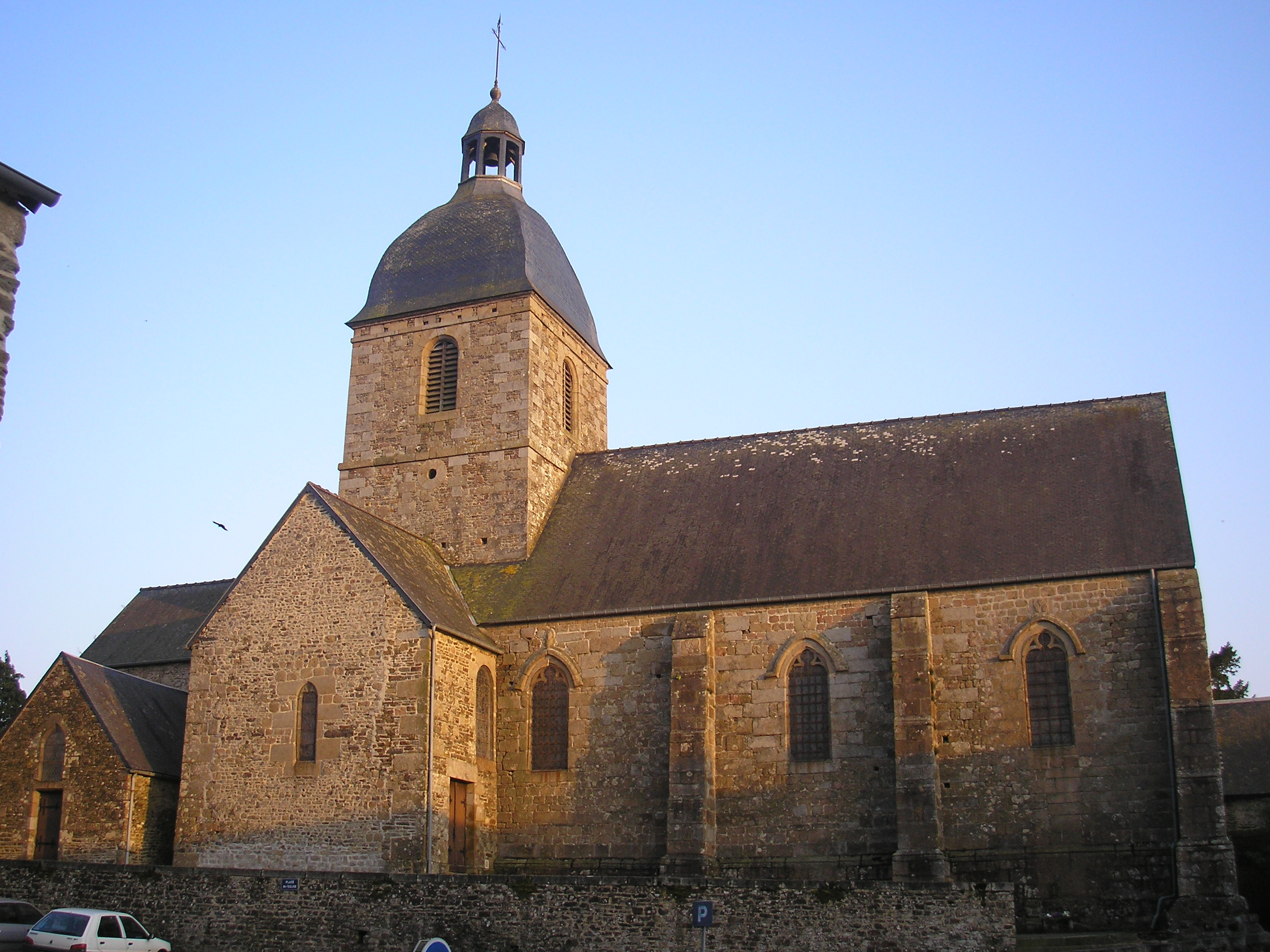
Kirche Saint-Martin
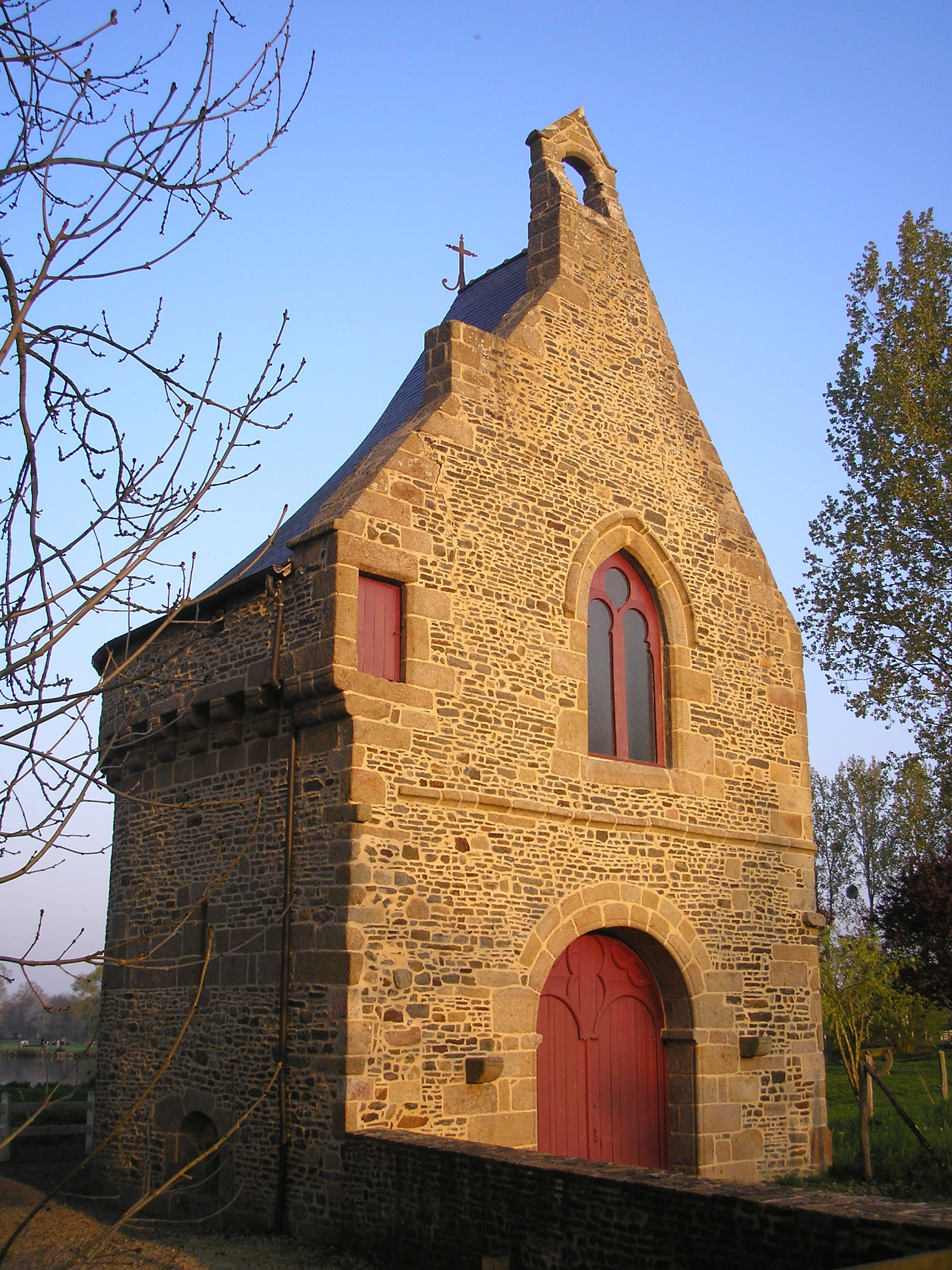
Kapelle Notre-Dame-de-Pitié